# Prostitution (exposition)
Prostitution est une exposition du collectif COUM Transmissions montrée du 19 au 26 octobre 1976 à l'Institute of Contemporary Arts (ICA) de Londres. Cette exposition a causé un grand émoi dans la presse. Elle a aussi lancé la carrière du groupe Throbbing Gristle, qui a joué lors de l'ouverture de l'exposition. Le titre de l'exposition fait référence au travail de Cosey Fanni Tutti dans l'industrie du sexe, mais est aussi une critique du fonctionnement du monde de l'art.

## Historique
En 1975, alors que COUM Transmissions commence à participer à des expositions internationales (la 9e Biennale de Paris, à l'invitation du British Council), Ted Little (directeur du ICA depuis 1974) propose au groupe de monter une exposition l'année suivante.

## Déroulement

### L'exposition
L'exposition comporte quatre éléments: 
- Un accrochage de plus de quarante magazines pornographiques montrant Cosey Fanni Tutti, alors âgée de 24 ans, dans son rôle de modèle photographique, exposés sous cadre. C'est pour Tutti le résultat de deux années de travail dans l'industrie du sexe. Durant la préparation de l'exposition, la présence de ces magazines provoque des objections des institutions finançant l'ICA. Il est donc décidé de ne pas les montrer sur les murs de la galerie principale, mais dans une salle uniquement accessible sur demande, et uniquement aux membres de l'ICA[6].

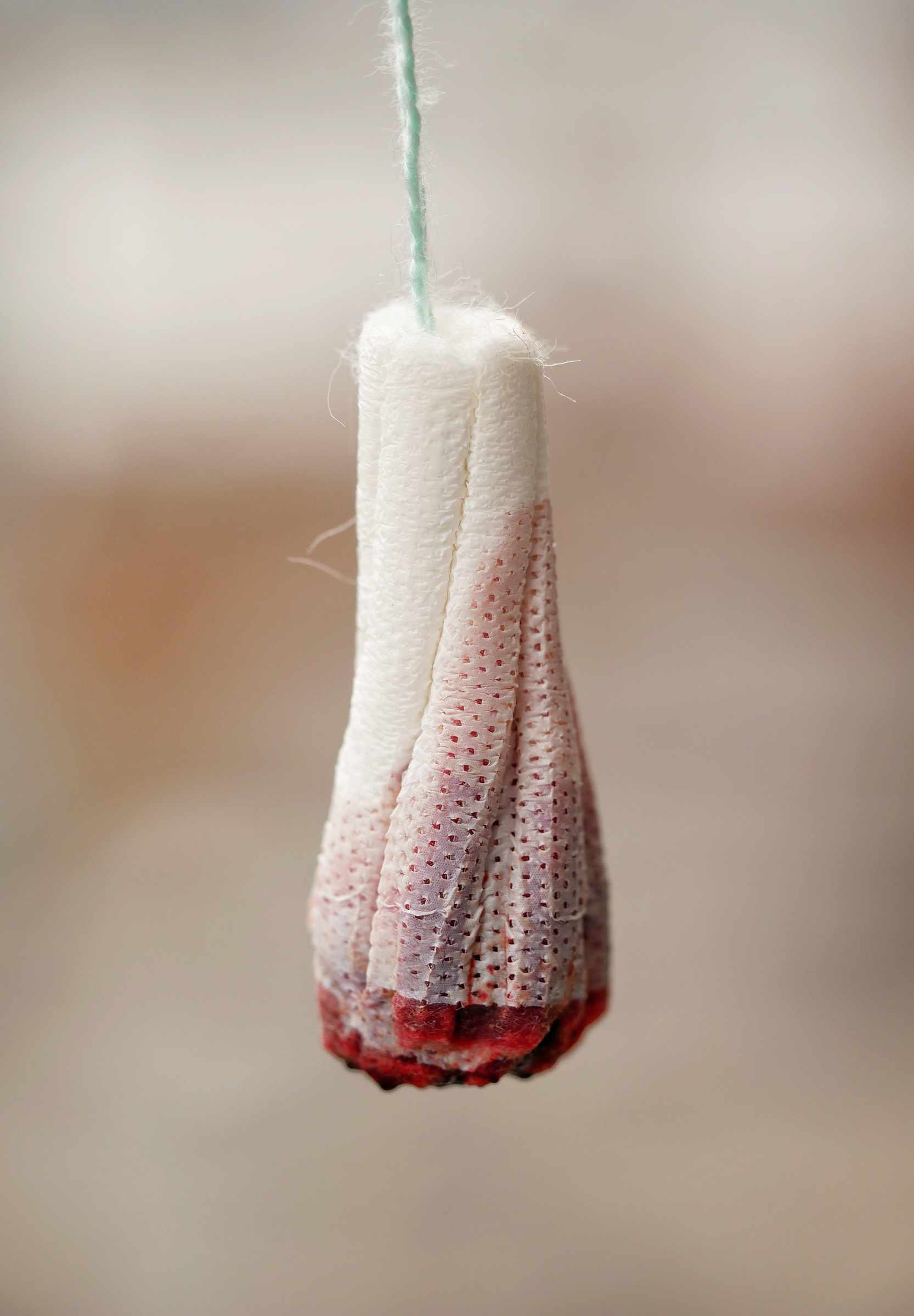
Un tampon hygiénique, tel que ceux montrés dans l'exposition.

- Un tampon hygiénique, tel que ceux montrés dans l'exposition.Dans la galerie principale sont montrés des objets utilisés dans les performances passées de COUM Transmissions. Notamment une pyramide en bois (venant de l'action Orange and Blue), un rideau de chaînes (venant d'une action montrée à Milan), et des tampons hygiéniques ensanglantés dans des boîtes en plastique (qui avaient été exposés à la 9e Biennale de Paris en 1975)[6].
- Des photographies de performances passées de COUM, notamment celles ayant eu lieu à Kiel (1975) et Milan (1976), exposées sous cadre.
- Des photocopies de coupures de presse consacrées à COUM.

Le carton d'invitation comporte une photo de Tutti allongée sur un divan, dénudée, dans une pose évoquant l'Olympia de Manet.

### Soirée d'ouverture et concert de TG
Le 18 octobre est organisé une soirée de vernissage ("private view"), durant laquelle a lieu un concert de Throbbing Gristle, qui est considéré comme l'événement officiel de lancement du groupe. TG a développé ses premiers morceaux lors de sessions en studio depuis l'automne 1975, et s'est produit à deux reprises durant l'été de 1976 (il s'agit donc du troisième concert public du groupe).
Le concert joué par TG, commençant lentement et montant en intensité, comporte les morceaux Very Friendly (une chanson consacrée aux meurtres de la lande), We Hate You (Little Girls), Factory (un interlude instrumental), Slug Bait, Dead Ed, et Zyklon B Zombie. Le concert est enregistré avec deux magnétophones Sony. Cette interprétation de Slug Bait (le récit horrifique d'une scène de violence sadique) sera le morceau d'ouverture de leur premier album The Second Annual Report, publié l'année suivante. Le concert intégral sera publié sur la cassette At the ICA (IRC2), incluse dans le coffret 24 Hours of Throbbing Gristle.
En deuxième partie est programmé un groupe punk nommé LSD (composé de Gene October, Billy Idol et Tony James). Sont également engagés une strip-teaseuse nommée Shelley, et un garde du corps travesti. Selon Ford, l'événement réunit un public de 600 à 800 personnes. La soirée, selon Tutti, se termine dans une certaine agitation avec des rixes qui envoient le commissaire Ted Little et P-Orridge aux urgences.

## Répercussions
L'exposition provoque un débat au Parlement du Royaume-Uni, mettant en cause l'attribution de subventions publiques à ce genre d'évènements. Dans la Chambre des communes, le représentant conservateur écossais Nicholas Fairbairn demande des explications au ministre des Arts Harold Lever. La presse anglaise se fait immédiatement le relais de cette indignation. Dans le Daily Mail du 19 octobre, Fairbairn qualifie l'exposition d'« Outrage révoltant. Sadique. Obscène. Diabolique. », ajoutant une phrase qui marquera le début d'une légende: « Ces gens sont des fossoyeurs de la civilisation » (« Wreckers of civilisation »). La presse tabloïd, dont le Daily Mirror, News of the World et Sunday People, se focalise en particulier sur les magazines érotiques, ainsi que les tampons hygiéniques.
P-Orridge et Tutti font des découpages de ces articles criant au scandale et élaborent des collages, qui sont à leur tour intégrés à l'exposition.
« What had set out to be a retrospective exhibition had been transformed into an evolving show that was increasing in size as the press fed their own hysteria. »
— Cosey Fanni Tutti, Art Sex Music (p.206)

« Ce qui devait être une exposition rétrospective s'est transformé en un show évolutif, qui prenait de l'ampleur à mesure que la presse alimentait sa propre hystérie. »
— Art Sexe Musique
En 2016, 40 années plus tard, l'ICA organise un événement qui commémore cette exposition déclarée comme «l'une des plus controversées dans l'histoire de l'art britannique»,. Selon John A. Walker, si l'exposition ne fut pas d'une importance majeure pour l'histoire de l'art, elle a constitué un phénomène médiatique et un événement notable de «panique morale». Un événement comparable se produit quelque mois plus tard, lorsque la presse populaire s'enflamme à la suite d'une apparition des Sex Pistols à la télévision le 1er décembre 1976.